# Лесной Зай
Лесной Зай (Ирня) — река в России, протекает в Республике Татарстан. Устье реки находится в 64 км по правому берегу реки Зай. Длина реки составляет 63 км, площадь водосборного бассейна 812 км².
Ирня — историческое название реки. Впервые упоминается в «Строельных книгах Закамской черты» за 1652—55 гг. В XVII—XVIII веках вдоль реки проходил Бетькинский коммерческий тракт.

## Притоки
- 5 км: Багряжка (пр)
- Кузяшка (лв)
- 24 км: Налимка
- 31 км: Малая Ирня (пр)
- Каськинский Ключ (лв)
- Булгар

## Данные водного реестра
По данным государственного водного реестра России относится к Камскому бассейновому округу, водохозяйственный участок реки — Кама от Нижнекамского гидроузла и до устья, без реки Вятка, речной подбассейн реки — бассейны притоков Камы до впадения Белой. Речной бассейн реки — Кама.